# Alejo Apocauco
Alejo Apocauco (en griego: Ἀλέξιος Ἀπόκαυκος; muerto en 1345) fue un estadista y oficial militar de alto rango bizantino (megaduque) durante los reinados de los emperadores Andrónico III Paleólogo y Juan V Paleólogo. A pesar de que debía su ascensión al patrocinio de Juan VI Cantacuceno, se convirtió, junto con el patriarca Juan XIV Calecas, en uno de los líderes de la facción que apoyaron al emperador Juan V en la guerra civil de 1341-1347 en contra de su antiguo benefactor.

## Biografía

### Primeros años
Alejo era de origen humilde y nació a finales del siglo XIII en algún lugar de Bitinia. Sin embargo, estudió con el erudito Teodoro Hirtaceno y se convirtió en funcionario fiscal. Hacia 1320 era director de las salinas, desde donde luego avanzó al puesto de doméstico de los themas de Occidente. Ascendió en la jerarquía burocrática hasta que, en 1321, fue nombrado paracemomeno (chambelán) imperial. Su puesto lo hizo útil para Juan Cantacuceno, quien lo incluyó en una conspiración, junto con Sirgiano Paleólogo y el protostrator Teodoro Sinadeno, cuyo objetivo era deponer al emperador Andrónico II Paleólogo en favor de su nieto Andrónico III. Bajo la amenaza de guerra, el emperador entregó Tracia y algunos distritos de Macedonia al gobierno de su nieto. Cuando Andrónico III se convirtió en emperador único en 1328, su amigo cercano Cantacuceno se convirtió en su primer ministro, y Alejo recibió los cargos que el mismo Cantacuceno había ocupado anteriormente: jefe de la secretaría imperial (mesazon) y encargado de las finanzas del estado. Estos puestos le permitieron amasar una considerable fortuna personal, que utilizó para construir un refugio personal, una casa torre fortificada en el sitio de Epibatos cerca de Selimbria, en la costa del Mar de Mármara. A principios de 1341, poco antes de la muerte de Andrónico III, fue recompensado con el alto cargo de megaduque, dándole el alto mando de la armada bizantina. Reequipó la flota, pagando de su propio bolsillo 100 000 hiperpirones.

### Guerra civil
Tras la muerte de Andrónico III, surgieron dos facciones en la corte: los partidarios de Cantacuceno, principalmente magnates provinciales de Macedonia y Tracia, y los que se oponían a este, liderados principalmente por el patriarca Juan XIV Calecas, quien obtuvo el apoyo de la viuda del emperador, Ana de Saboya. Cantacuceno no reclamó el trono para sí mismo, sino que exigió la regencia, basándose en su estrecha asociación con el emperador fallecido, y con el apoyo de las tropas de la capital lo aseguró. Su posición, sin embargo, se vio debilitada por la adhesión de Apocauco al campamento del patriarca; Cantacuceno, en su propio relato, relata que Apocauco lo había instado a tomar el trono con la esperanza de su propio avance, y cuando se negó, el poderoso canciller se cambió al bando de sus oponentes.
Tan pronto como Cantacuceno dejó Constantinopla en julio de 1341 para hacer campaña contra los enemigos del imperio que lo estaban asaltando, Apocauco hizo sus primeros movimientos. Aunque como comandante de la flota era su deber proteger los Dardanelos contra cualquier intento de los turcos de cruzar a Europa, deliberadamente permitió que esto sucediera para causar trastornos en Tracia. Apocauco intentó secuestrar al joven Juan V, pero fracasó y se vio obligado a huir a su casa en Epibatai. Sin embargo, cuando Cantacuceno regresó victorioso a la capital, en lugar de privar a Apocauco de sus cargos y en contra del consejo de sus amigos, perdonó a su protegido. Apocauco hizo una exhibición exagerada de deferencia hacia Cantacuceno, quien le permitió reasumir sus cargos y regresar a Constantinopla, mientras Cantacuceno partió para otra campaña.

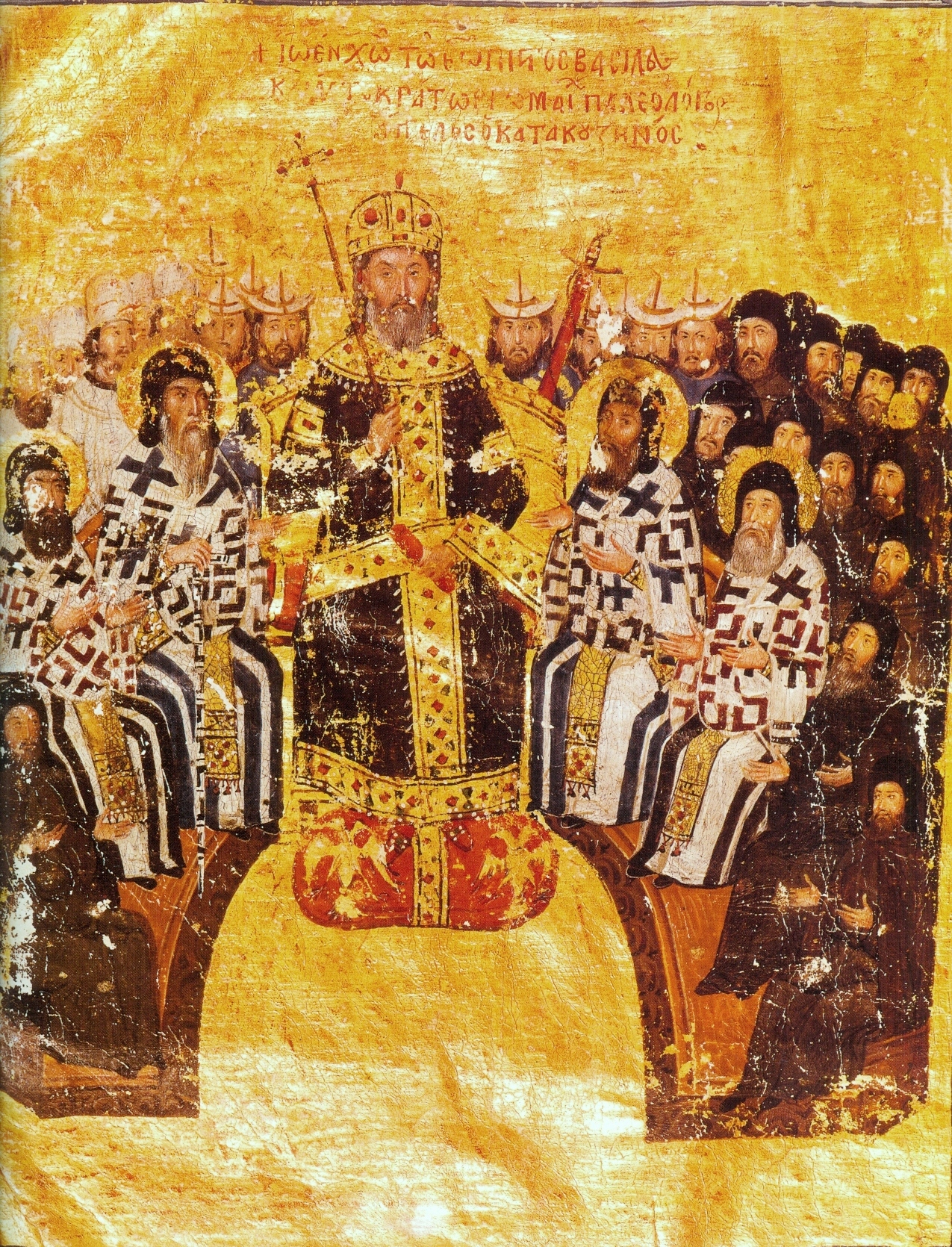
Juan VI Cantacuceno, mecenas de Apocauco y víctima de la ambición de este.

Sin embargo, una vez de regreso en la ciudad, el patriarca y Apocauco tomaron el poder. La familia y los amigos de Cantacuceno fueron encarcelados (la madre de Cantacuceno, Teodora, eventualmente moriría en prisión) y el patriarca fue declarado regente, mientras que Ana nombró a Apocauco como prefecto de la Ciudad (eparcos) de Constantinopla.
Cantacuceno respondió al declararse emperador en Demótica en octubre de 1341, mientras que sus oponentes siguieron con la coronación de Juan V en noviembre. Las dos coronaciones finalizaron la división y marcaron el comienzo de una guerra civil que enredaría al Imperio bizantino y todos sus vecinos hasta 1347 con la victoria de Cantacuceno. En su curso, devastaría las posesiones imperiales restantes y crearía una profunda brecha en la sociedad bizantina: la aristocracia y las clases propietarias generalmente apoyaron a Cantacuceno, mientras que las clases bajas y medias, principalmente urbanas, así como los comerciantes y marineros, apoyaron Apocauco y la regencia. Esto le dio a la disputa dinástica y la guerra civil fuertes connotaciones sociales: Durante la guerra, la riqueza excesiva y la indiferencia percibida de Cantacuceno y la aristocracia hacia la gente común se convirtió en un elemento estándar de la propaganda de Apocauco. Además, el conflicto adquirió un significado religioso también: la controversia hesicasta dividió a los piadosos bizantinos y, a pesar de algunas excepciones importantes, los partidarios del hesicasmo también apoyaron a Cantacuceno.
Unos días después de la coronación de Cantacuceno, los habitantes de Adrianópolis se rebelaron contra la aristocracia y se declararon a favor de la regencia, y Apocauco envió a su hijo menor, Manuel, para que se convirtiera en gobernador de la ciudad. En un desarrollo similar en 1342, Tesalónica, la segunda ciudad más grande del imperio, fue tomada por un grupo conocido como los «zelotes». Sus creencias antiaristocráticas los convirtieron en enemigos de Cantacuceno y les valieron el apoyo de la regencia. El propio Apocauco llegó con una flota de 70 barcos para ayudarlos, y nombró a su hijo mayor Juan Apocauco como gobernador de la ciudad, aunque la autoridad de este último seguiría siendo solo nominal.
En los primeros años de la guerra, la marea estaba a favor de la regencia, hasta que, en el verano de 1342, Cantacuceno se vio obligado a huir a la corte de Esteban Dušan de Serbia. Sin embargo, a partir de 1343, con la ayuda de su amigo, Umur Beg de Aydin, Cantacuceno comenzó a revertir la situación. Con el apoyo inicial de Esteban Dušan, Cantacuceno recuperó gran parte de Macedonia y, a pesar de que no pudo tomar Tesalónica, sus aliados turcos le permitieron regresar a su antiguo bastión de Demótica en Tracia. Poco a poco, los partidarios de Apocauco lo abandonaron, incluido su hijo Manuel, que dejó su puesto en Adrianópolis y se fue al campamento de Cantacuceno.
A principios de 1345, Apocauco y Calecas rechazaron las ofertas de reconciliación transportadas por dos franciscanos frailes. Tratando de reforzar su poder menguante, Apocauco inició una serie de proscripciones en la capital, e incluso ordenó la construcción de una nueva prisión para presos políticos. El 11 de junio de 1345, Apocauco decidió de repente inspeccionar la nueva prisión, sin ser escoltado por su guardaespaldas. Los prisioneros inmediatamente se levantaron y lo lincharon, y su cabeza fue cortada y clavada en un poste.
Los prisioneros creían que serían recompensados por la emperatriz Anna por deshacerse del odiado Apocauco. Sin embargo, estaba tan conmocionada y consternada por la pérdida de su ministro principal, que dio rienda suelta a los partidarios de Apocauco, a los que se unieron los gasmulos, los soldados de la flota, para vengar la muerte de su líder. Como resultado, todos los prisioneros, unos 200 en total, fueron masacrados, aunque algunos intentaron buscar refugio en un monasterio cercano.
Aunque la muerte de Apocauco no provocó el colapso inmediato de la regencia, eliminó al principal instigador de la guerra civil y a uno de sus principales protagonistas, y provocó disensiones y deserciones en el campo de la regencia. Por lo tanto, marcó el comienzo del fin de la guerra, que vendría con la entrada de Cantacuceno en Constantinopla el 3 de febrero de 1347.

## Matrimonio y descendencia
Alejo Apocauco tenía dos hermanos, Juan y Nicéforo, de los que se sabe muy poco. El mismo Alejo se casó dos veces. Su primera esposa era hija de un sacerdote de Santa Sofía llamado Disípato, y la segunda, con quien se casó alrededor de 1341, era prima de Jorge Cumno, el gran estratopedarca. Su primer matrimonio produjo tres hijos y el segundo dos: 
- Juan Apocauco, gran primicerio y gobernador de Tesalónica, asesinado en 1345.[32]
- Manuel Apocauco, gobernador de Adrianópolis, desertó a Cantacuceno en 1344.[33]
- Hija de nombre desconocido, que se casó primero con el protostrator Andrónico Paleólogo. Después de que se ahogara en 1344, se volvió a casar con el sebastocrátor Juan Asan.[1]
- Hija de nombre desconocido, casada (en 1341) con el hijo del patriarca Juan XIV Calecas.[34]
- Hija de nombre desconocido, casada (en 1341) con el hijo de una de las doncellas latinas de la emperatriz Ana.[35]

Uno de sus hijos se casó con una hija de Juan Vatatzés.

## Evaluación
Descrito como un «hombre nuevo», Apocauco desconfiaba de los vástagos de las familias aristocráticas que dominaban el gobierno imperial. Los únicos relatos del período de la guerra civil, las memorias de Cantacuceno y la historia de Nicéforo Grégoras, con su prejuicio pro-aristocracia, pintan una imagen muy negativa del hombre, que también ha sido adoptada prácticamente inalterada por la mayoría de los historiadores modernos. En una opinión disidente, la historiadora Eva de Vries-Van der Velden cree que la imagen de Apocauco como el protegido ingrato de Cantacuceno y un intrigante empedernido que fue responsable del estallido de la guerra civil es inexacta, y en gran parte el resultado de la propaganda distorsionada de Cantacuceno y Grégoras. Sin embargo, reconoce a Apocauco como el «adversario más temible» de Cantacuceno durante la guerra, y la naturaleza dictatorial de su régimen después de 1343. Según la historiadora Angeliki Laiou, Apocauco también puede ser visto como el exponente de un cambio en la naturaleza y la dirección del estado bizantino: en lugar del antiguo imperio agrícola, dirigido por una aristocracia basada en la tierra, parece haber favorecido un estado comercial, marítimo y probablemente orientado al oeste, en emulación de las repúblicas marítimas italianas.